# آتل‌بندی

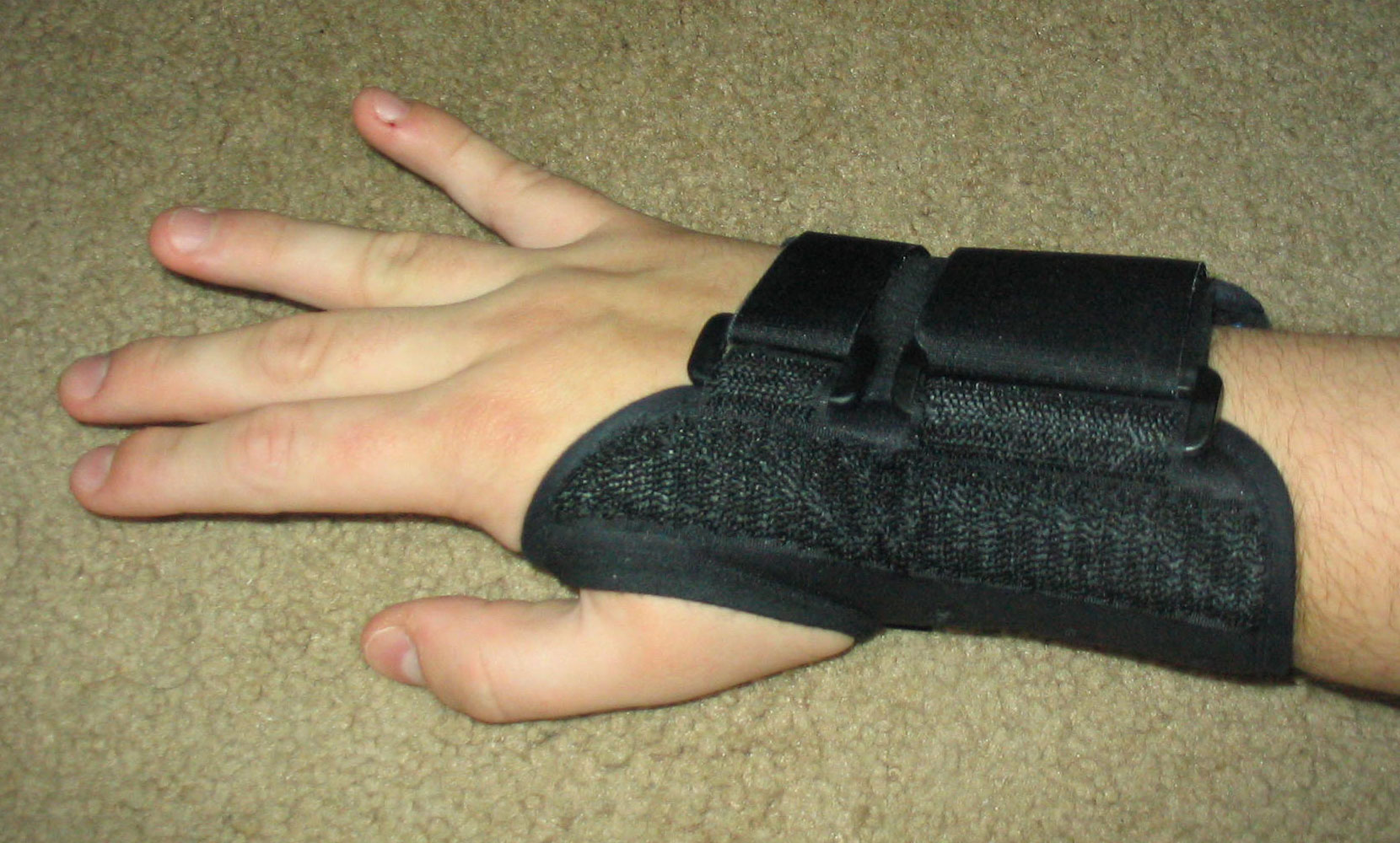
آتل مچ دست

آتِل‌بندی نوعی روش موقت در مواقع اورژانس جهت ثابت نمودن عضو صدمه دیده‌است.
با توجه به اینکه در مواردی مانند شکستگی استخوان، دررفتگی یا ضرب دیدگی، حرکت عضو آسیب دیده موجب افزایش احتمالی آسیب‌ها می‌گردد بی‌حرکت نمودن آن ضروری است. در بیمارستان برای بیحرکت نمودن اغلب از روش گچ‌گیری یا جراحی و تثبیت قطعات شکسته استخوان با گذاشتن فیکساتور (پلاتین) استفاده می‌کنند ولی در موارد فوریت‌های پزشکی می‌توان با قراردادن دو جسم ثابت مانند دوقطعه چوب یا لوازم مشابه در اطراف بافت آسیب دیده و پیچیدن باند یا پارچه به دور آن اینکار را انجام داد. به این روش آتل بندی می‌گویند.

## انواع آتل
انواع آتِل عبارتند از: آتل خشک (مثل یک تکه چوب یا صفحه فلزی)، آتل نرم مثل بالش یا ملحفه چندلا شده، آتل کششی و آتل بادی یا پلاستیکی (از بازوبند فشارسنج یا لباس ضد شوک بادی و وسایل شبیه آن نیز می‌توان به عنوان آتل بادی استفاده کرد)

## قوانین آتل‌بندی
ابتدا زخم‌های باز را پانسمان کنید و بعد آتل‌بندی کنید.
آتل باید به قدر کفایت بلند باشد که نه‌تنها عضو شکسته، بلکه مفاصلی را که در بالا و پایینِ شکستگی قرار دارند نیز بی‌حرکت کند.
در صورت وجود آتل‌های فلزیِ پیش‌ساخته، که برای هر عضوی مخصوص ساخته شده، از آنها استفاده می‌کنیم. در غیر این صورت از وسایل موجود استفاده می‌کنیم.
قبل و بعد از آتل‌بندی، نبض عضوِ شکسته بررسی شود تا اگر در طی آتل‌بندی مسیر گردش خون بسته شده، مشخص گردد.